# هبة أكتوبر

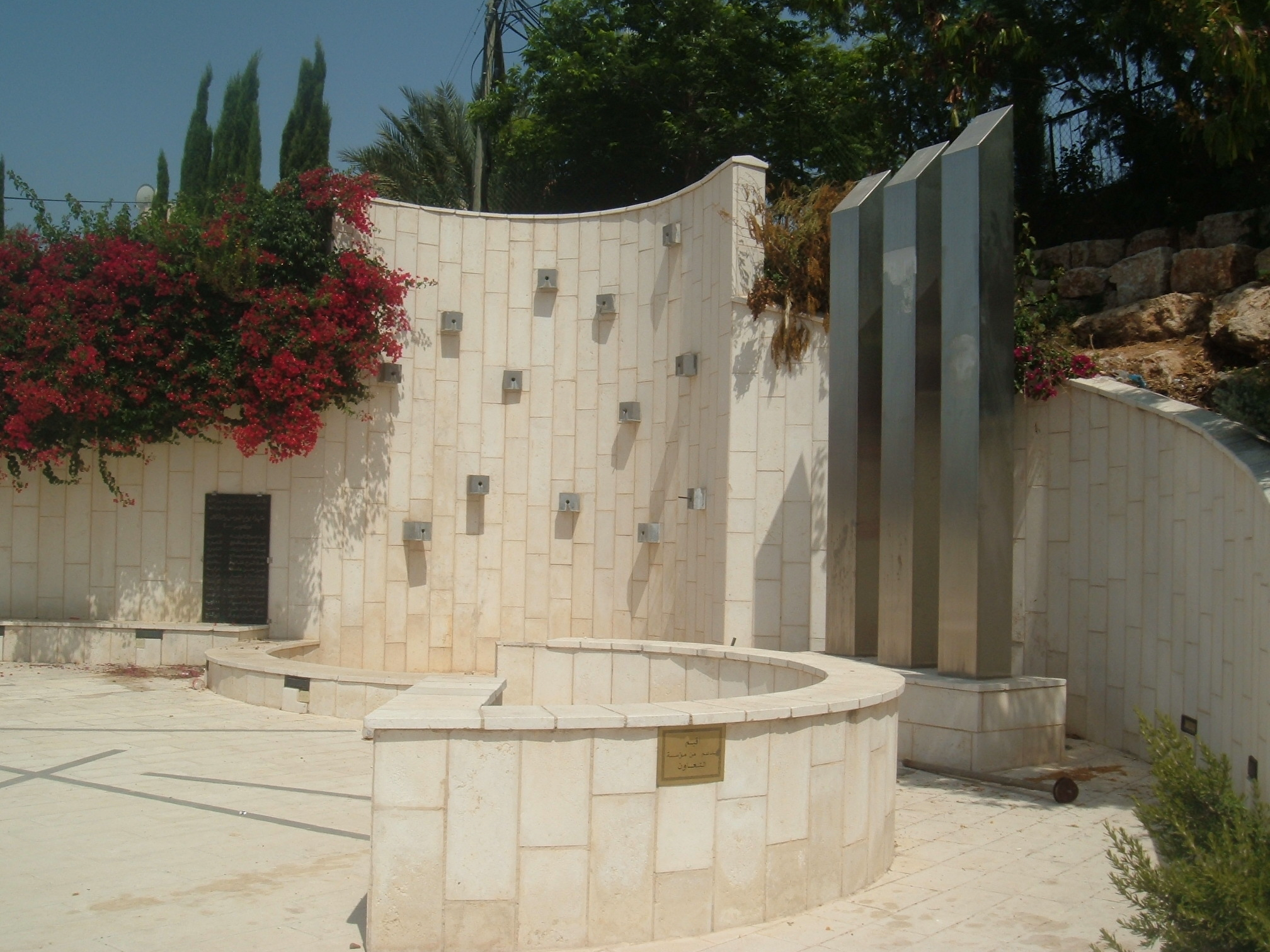
نصب تذكاري لشهداء هبة أكتوبر في مدينة الناصرة.

هَبَّة أُكتوبَر أو هبة الأقصى أو احداث أكتوبر 2000 كانت سلسلة مظاهرات واسعة قام بها فلسطينيو الداخل (المواطنون العرب في فلسطين المحتله) أثناء شهر تشرين الأول/ أكتوبر من عام 2000. كانت المظاهرات استنفارًا لدخول أرئيل شارون إلى المسجد الأقصى، الأمر الذي قاد لاندلاع الانتفاضة الفلسطينية الثانية، واحتجاجا على وضع المواطنين العرب في دولة إسرائيل. وتعتبر هبة أكتوبر من أهم الأحداث في تاريخ فلسطينيي الداخل بحيث اثرت بشكل كبير على علاقتهم مع السلطة الإسرائيلية والمواطنين اليهود في دولة إسرائيل. أسفرت المظاهرات عن ارتقاء 13 شهيدًا. تخلد الجماهير العربية ذكرى الشهداء سنويا بشكل مشابه لذكرى شهداء النكبة.

## خلفية
منذ نشأة دولة إسرائيل بعد انتصارها في حرب 1948 ومواطنوها العرب يعيشون واقع مركب. سلسلة القوانين التي تم سنها وواقع الحكم العسكري الذي فرض على المناطق العربية حتى عام 1966 اديا إلى مصادرة كثير من املاك المواطنين العرب على يد السلطة. عرب الداخل وفلسطينيو كل من الضفة الغربية وقطاع غزة هم تاريخيا شعب واحد والتوتر المستمر بين الإسرائيليين والفلسطينيين في الضفة والقطاع يؤدي تقليديا إلى تعقيد علاقة عرب الداخل مع السلطة الإسرائيلية والمواطنين اليهود. سبب التمييز الذي يعاني منه المواطنون العرب صدامات مع السلطة في كثير من الأحيان كاحداث يوم الارض والاضرابات اثناء الانتفاضة الاولى وفقط زاد من شحن الأجواء على مر السنين.
بدات الأجواء بين المواطنين العرب والسلطة في إسرائيل تسوء من جديد مباشرة مع اندلاع الانتفاضة الفلسطينية الثانية إثر دخول رئيس المعارضة الإسرائيلية أرئيل شارون إلى الحرم القدسي الشريف بمرافقة قوات شرطة. مما أثار الجماهير المسلمة والفلسطينية عموما لما فيه من تجاهل لحرمة المسجد وخاصة انه حدث بضعة أيام فقط بعد ذكرى مذبحة صبرا وشاتيلا التي حمّل شارون مسؤولية شخصية في وقوعها.

## احداث
أعلنت لجنة المتابعة العليا للجماهير العربية إضرابا شاملا في الأول من أكتوبر. كان الإضراب احتجاجا على وضع الاقلية العربية في إسرائيل والأحداث الأولى في الانتفاضة. كانت المظاهرات سلمية في البداية لكنها تطورت في مختلف البلدات إلى هبات غضب وإغلاق بعض الشوارع والقاء الحجارة. كانت ردة فعل الشرطة استعمال الرصاص المطاطي بشكل غير منضبط وفي بعض الأحيان استعمال الرصاص الحي. كانت النتيجة انتشار الخراب في الكثير من المناطق وسقوط 3 قتلى.
كان اليوم الثاني للمظاهرات، 2 أكتوبر، هو الأكثر دموية. هبت الجماهير العربية غضبا على مقتل الضحايا الثلاث في اليوم الأول وانتشرت المظاهرات العنيفة وأعمال شغب في مختلف المناطق العربية في الدولة، واغلقت طرق رئيسية امام سفر المركبات. خرجت الامور تماما عن سيطرة قوات الأمن الداخلي واستعملت العديد من طرق مكافحة الشغب إضافة إلى الرصاص الحي والقناصين. سقط 6 قتلى في هذا اليوم.
استمرت المظاهرات في اليوم الثالث ولكن وتيرتها انخفضت بالرغم من انها كانت عنيفة في بعض البلدان واسفرت ردود فعل الشرطة عن سقوط قتيلين. ساد الهدوء لثلاثة أيام قبل رجوع المظاهرات من جديد بسبب شحن الأجواء بعد اختطاف حزب الله لثلاثة جنود إسرائيليين في السابع من أكتوبر واشعال الامر لمظاهرات مضادة في الوسط اليهودي. اشتدت المظاهرات في الثامن من أكتوبر وتولدت صدامات كثيرة بين المواطنين العرب واليهود. سقط اخر قتيلين من المتظاهرين هذا اليوم.
هدأت الأجواء بعد الثامن من أكتوبر وتوقفت المظاهرات عمليا في العاشر من أكتوبر.

## النتيجة
تم قتل متظاهرين من قبل الجيش الإسرائيلي والشرطة الإسرائيلية وهذا بعد اعطاء أوامر.

## ضحايا
في كثير من المواضيع خرجت الأحداث عن السيطرة واستعملت قوات الأمن ومحاربة الشغب أسلحة برصاص حي أو رصاص مطاطي من بعد غير آمن. تركت هبة أكتوبر 13 قتيلا من الشبان العرب :
1 أكتوبر
- رامي غرة، 21 عامًا، من جت المثلث، قُتِلَ بعد أن أُطلقت بإتجاهه عيارات نارية من قبل رجال الشرطة الإسرائيلية.
- أحمد صيام جبارين، 18 عامًا، من معاوية، قُتِلَ بعد أن أُصيب بعيار معدنيّ مغلف بالمطاط في عينه.
- محمد جبارين، 23 عامًا، من أم الفحم، قُتِلَ بعد أن أصيب بعيار حيّ.
- اياد لوابنة، 26 عامًا، من الناصرة، قُتِلَ بعد أن أُصيب بعيار في صدره.

2 أكتوبر
- مصلح أبو جراد، 19 عامًا، من دير البلح، قُتِلَ بعد أن أصيب في رأسه برصاص قناصة الشرطة في أم الفحم.[3]
- اسيل عاصلة، 17 عامًا، من عرابة، قُتِلَ بعد أن أصيب بعيار في عنقه من الخلف.
- علاء نصار، 18 عامًا، من عرابة، قُتِلَ بعد أن أصيب بعيار في صدره.
- وليد أبو صالح، 21 عامًا، من سخنين، قُتِلَ بعد أن أصيب بعيار حيّ في بطنه.
- عماد غنايم، 25 عامًا، من سخنين، قُتِلَ بعد أن أصيب بعيار حيّ في الرأس.

3 أكتوبر
- محمد خمايسي، 19 عامًا، من كفر كنا، قُتِلَ بعد أن أصيب برصاص حيّ في ركبته.
- رامز بشناق، 24 عامًا، من كفر مندا، قُتِلَ بعد أن أصيب بعيار في رأسه.

8 أكتوبر
- عمر عكاوي، 42 عامًا، من الناصرة، قُتِلَ بعد أن أصيب بعيار في صدره.
- وسام يزبك، 25 عامًا، من الناصرة، قُتِلَ بعد أن أصيب بعيار حيّ في عنقه من الخلف.

في 7 أكتوبر قتل المواطن اليهودي بخور جان (בכור ז'אן) اثناء سفره مع اخيه في الطريق الساحلي السريع بسبب اصابته بحجر قذف اثناء رجم الطريق على يد شبان من قرية جسر الزرقاء. بالرغم من الربط الشائع لموت باخور جان بالسياق السياسي والقومي لهبة أكتوبر، اقرت لجنة التحقيق الرسمية بان قتله ليس نتيجة مباشرة لهبة أكتوبر ولم تضمه إلى الضحايا.

### لجنة اور
رفضت السلطات الإسرائيلية تعيين لجنة تحقيق في الأحداث في بادئ الامر لكنها لاحقا في 23 أكتوبر أعلنت تكوين لجنة تحقيق برئاسة القاضي ثيودور اور (תיאודור אור). عملت اللجنة بتعاون مع منظمة عدالة التي مثلت الجماهير العربية وساعدت في عمليات التحقيق.
مع انتهائها من العمل حملت اللجنة عدة شخصيات رسمية إسرائيلية مسؤوليات شخصية بسبب فشل السلطات الإسرائيلية في التعامل بالطريقة الصحيحة اثناء فترة شديدة الحساسية كهذه، إضافة إلى ردة الفعل المبالغة واستعمال القوة مما ادى إلى سقوط الكثير من الجرحى ووفاة اثني عشر شابا. انتقدت اللجنة بشدة استعمال الشرطة للرصاص المطاطي واستعمال الضباط القناصين اثناء المظاهرات.
حملت لجنة أور لجنة المتابعة للجماهير العربية أيضا وقياديين سياسيين عرب قسما من المسؤولية بسبب ما وصفته بتحريض ضد السلطات في فترة ما قبل اندلاع المظاهرات واثنائها، وكذلك بسبب تشجيعهم لأعمال الشغب وعدم القيام بمهامهم الملائمة كمنتخبي الشعب.
بالرغم من توصية اللجنة، لم يعد فحص جميع جثث القتلى وتركت 5 جثث غير مفحوصة ثانية.

### ردود الفعل
وجدت مؤسسة الاعلام العربية «اعلام» ان التغطية الاعلامية لاحداث أكتوبر صنعت جو يظهر حالة حرب في داخل إسرائيل، ورسمت صورة تصف المواطنين العرب بالقائمين على أعمال الشغب واثارة الفوضى من اجل اظهار عدم وفائهم للمؤسسة الصهيونية وذلك بالرغم من التظاهر السلمي في غالبية المناطق. وقد ابلغت مؤسسة اعلام ومؤسسات اعلامية عربية أخرى ان التعامل مع الوسط العرب كان بمثابة التعامل مع عدو اثر هذه الأحداث.
قد اقيمت جمعية «بلدنا» بعد هبة أكتوبر، وبحسب مروان دويري فإن احداث أكتوبر 2000 تشكل نقطة فاصلة في الرواية الفلسطينية لعرب الداخل.

### ذكرى هبة أكتوبر
تشكل هبة أكتوبر حدثا مهما في تاريخ المواطنين العرب الفلسطينيين في دولة إسرائيل، مثل يوم الأرض. منذ حدوثها وذكراها تحيى سنويا ما بين الأول من أكتوبر والتاسع منه. تخلد الجماهير العربية ضحايا هبة أكتوبر كشهداء.